# الجامعة المحمدية في الهند

## أسباب التأسيس
كان من دواعي إنشاء هذه الجامعة التوصيات التي قدمت في المؤتمر العالمي الأول للتعليم الإسلامي المنعقد في مكة (12-20/ربيع الثاني 1397هـ الموافق 31 مارس-8 أبريل 1977م) تحت إشراف جامعة الملك عبد العزيز. فقد كان مؤسس الجامعة من ضيوف المؤتمر، فعزم على إنشاء جامعة إسلامية متكاملة تعمل وفق توصيات المؤتمر.

## التأسيس
أسس الجامعة المحمدية الشيخ مختار أحمد الندوي. ففي جمادى الأولى عام 1398هـ الموافق وافق شهر مايو عام 1979م قام الشيخ أبو الحسن عبيد الله المباركفوري الرحماني (مؤلف مرعاة المفاتيح شرح مشكاة المصابيح) بوضع حجر الأساس للجامعة. وشاركه في التأسيس جمع من كبار العلماء منهم:
1. الشيخ عبد المحسن العباد (نائب رئيس الجامعة الإسلامية بالمدينة المنورة)
2. الشيخ صالح بن عبد الله المحيسن (عميد كلية الدعوة بالجامعة الإسلامية بالمدينة المنورة)
3. الشيخ محمد بن عبد الله العجلان (وكيل جامعة الإمام محمد بن سعود الإسلامية بالرياض)
4. الشيخ أبو الحسن الندوي
5. الشيخ عبد الرحمن الحمود (وكيل رئاسة المحاكم الشرعية آنذاك بدولة قطر)
6. الشيخ عبد الله المفلح. وغيرهم من الأعيان.

## كليات ومعاهد الجامعة
- كلية اللغة العربية والدراسات الإسلامية (كلية محمد بن ناصر الساير للشريعة سابقا).[1]
- الثانوية العليا التابعة لكلية اللغة العربية والدراسات الإسلامية. (كلية متوسطة)
- كلية الطب المحمدي.[2]
- مجمع (مولانا مختار أحمد الندوي) التقني.[3][4]
- كلية عبد اللطيف بن علي الشايع للهندسة والتقنية:

1. قسم الهندسة الكهربائية.
2. قسم الهندسة الميكانيكية.
3. قسم الهندسة المعمارية.
4. قسم الهندسة الإلكترونية.

- معهد لؤلؤة يوسف بودي للتكنولوجيا.
- كلية عائشة الصديقة للبنات.
- معهد تدريب الداعيات والمعلمات (للبنات)
- معهد تحفيظ القرآن الكريم (بنات)
- معهد أسماء خاتون للثانوية العليا. (للبنات)
- أكاديمية آفاق (للتعليم العام، بنين وبنات)
- معهد عثمان بن عفان لتحفيظ القرآن الكريم (بنين)
- معهد إعداد الأئمة والدعاة.
- معهد للثانوية العليا. (للبنين) (تحت الإنشاء)
- أكاديمية المختار.

## كلية اللغة العربية والدراسات الإسلامية
هي أبرز كلية في الجامعة

## فروع الجامعة
تنتشر فروع الجامعة في كثير من الولايات الهندية على نطاق واسع، ومن أبرزها:
- كلية فاطمة الزهراء بمدينة مئو في شمال الهند.
- معهد سلمى خاتون للثانوية العليا بمدينة مئو.
- الجامعة المحمدية للبنين ببنغلور.
- كلية عائشة الصديقة ببنغلور.
- معهد سعد عبد العزيز عبد المحسن الراشد الإسلامي الدولي ببنغلور، جنوب الهند. (معادل من جامعة كيمبرج)